# Broticosia rapax
Broticosia rapax är en tvåvingeart som beskrevs av Hull 1958. Broticosia rapax ingår i släktet Broticosia och familjen rovflugor. Inga underarter finns listade i Catalogue of Life.